# Zdzisław Krygowski

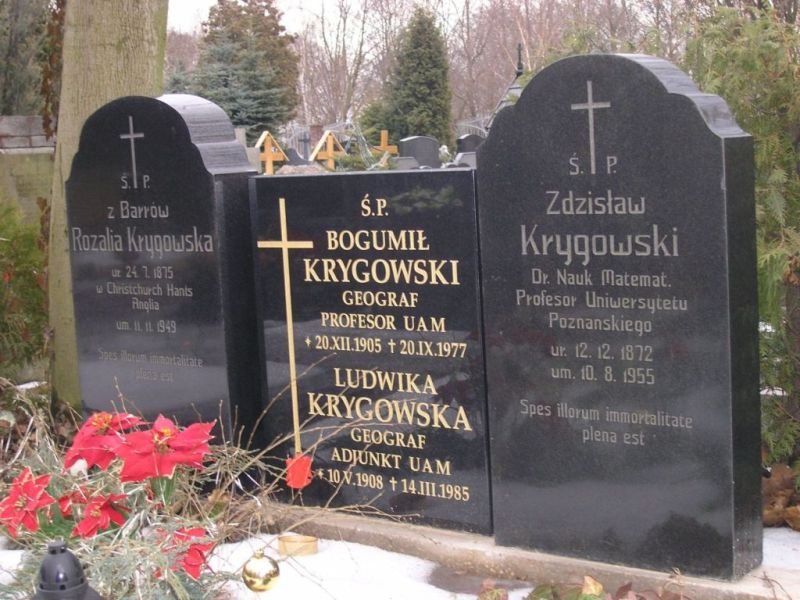
Grób rodzinny, w którym spoczywa również Bogumił Krygowski

Zdzisław Jan Ewangeli Antoni Krygowski (ur. 22 grudnia 1872 we Lwowie, zm. 10 sierpnia 1955 w Poznaniu) – polski matematyk, inicjator badań kryptologicznych nad Enigmą, rektor Politechniki Lwowskiej.

## Życiorys

### Rodzina
Zdzisław Krygowski był synem Antoniego Krygowskiego (1824–1904), z wykształcenia matematyka i fizyka, pedagoga, profesora gimnazjów w Tarnopolu, Tarnowie i Lwowie, który w latach 1876–1887 był dyrektorem gimnazjum w Wadowicach.
Uczęszczał do gimnazjum w Wadowicach (I-V kl. do 1882) potem do gimnazjum III im. Sobieskiego w Krakowie w latach 1882–1887.

### Kraków
- 1890 – rozpoczął studia na Wydziale Filozofii Uniwersytetu Jagiellońskiego. W czasie studiów słuchał wykładów Mariana Baranieckiego, Ludwika Birkenmajera, Franciszka Karlińskiego, pod kierunkiem którego pracował trzy lata (1890–1893) w Obserwatorium Astronomicznym w Krakowie, Karola Olszewskiego, Augusta Witkowskiego i Władysława Natansona. Brał udział w seminarium prowadzonym przez M. Baranieckiego i F. Karlińskiego.
- 1893 – wraz z Tadeuszem Łopuszańskim założył kółko matematyczne uczniów UJ.
- 1895 – zdał w Krakowie egzamin na nauczyciela matematyki i fizyki.
- 13 listopada 1895 otrzymał promocję na dr. nauk filozoficznych na podstawie rozprawy „Z teorii ogólnych twierdzeń Greena”.
- 1895–1896 – otrzymał stypendium naukowe w Berlinie, pracował pod kierunkiem Lazarusa Immanuela Fuchsa i Hermanna Amandusa Schwarza.
- 1896–1898 – pracował w Paryżu (Uniwersytet Paryski – Faculté des Sciences) pod kierunkiem Paula Émile'a Appella i Émile'a Picarda, z którymi łączyła go przyjaźń.

Opublikował około 30 prac o funkcjach eliptycznych i hipereliptycznych i ich całkach w czasopismach polskich i francuskich („Prace Matematyczno-Fizyczne”, „Wiadomości Matematyczne”, „Comptes rendus de l’Académie des Sciences de Paris”, w „Bulletin de la Société Mathematique de France”), m.in. „O rozwijaniu funkcji Z(n) Jacobiego na szeregi trygonometryczne” („Prace Poznańskiego Towarzystwa Przyjaciół Nauki” 1922).
- W sierpniu 1889 został mianowany następcą nauczyciela matematyki i fizyki w Wyższej Szkole Realnej w Krakowie.

### Przemyśl
W latach 1899–1901 był nauczycielem w C.K. Gimnazjum w Przemyślu.

### Lwów
- 1901 – mianowany docentem elementów matematyki wyższej na Wydziale Chemii i Architektury Politechniki Lwowskiej, wykładał tamże równocześnie matematykę i fizykę w Wyższej Szkole Realnej. Obie funkcje pełnił do 1908 r., z krótką przerwą 1906–1907, kiedy wyjechał do Paryża, gdzie pracował nad rozprawą habilitacyjną.
- 1908 – Habilitował się we Lwowie na podstawie pracy „Sur le développement des fonctions hyperelliptiques en séries trigonométriques” („Prace Matematyczno-Fizyczne” 1908).
- 31 października 1908 mianowany profesorem nadzwyczajnym matematyki w Politechnice Lwowskiej,
- od 13 grudnia 1908 objął Katedrę Matematyki po tragicznym zgonie prof. Stanisława Kępińskiego.
- od 1 listopada 1909 profesor zwyczajny.
- W latach 1913–1915 był dziekanem Wydziału Inżynierii Wodnej Politechniki we Lwowie,
- 1917–1918 – rektor tej uczelni.

Prócz prac opublikowanych w tym czasie w czasopismach Krygowski opracował:
- „Elementa matematyki wyższej” (Kurs litograficzny) i
- „Wykłady matematyki” (cz. 1 „Rachunek różniczkowy i teoria szeregów”, wydane staraniem studentów Politechniki Lwowskiej.

### Poznań
- 1919 – W chwili założenia Uniwersytetu Poznańskiego został powołany do objęcia katedry matematyki.

Zorganizował Seminarium poświęcone funkcjom analitycznym, którym kierował przez 19 lat. W 1919 r. powołano go na wiceprzewodniczącego do pierwszej w Poznaniu Komisji Egzaminacyjnej na kandydatów na nauczycieli.

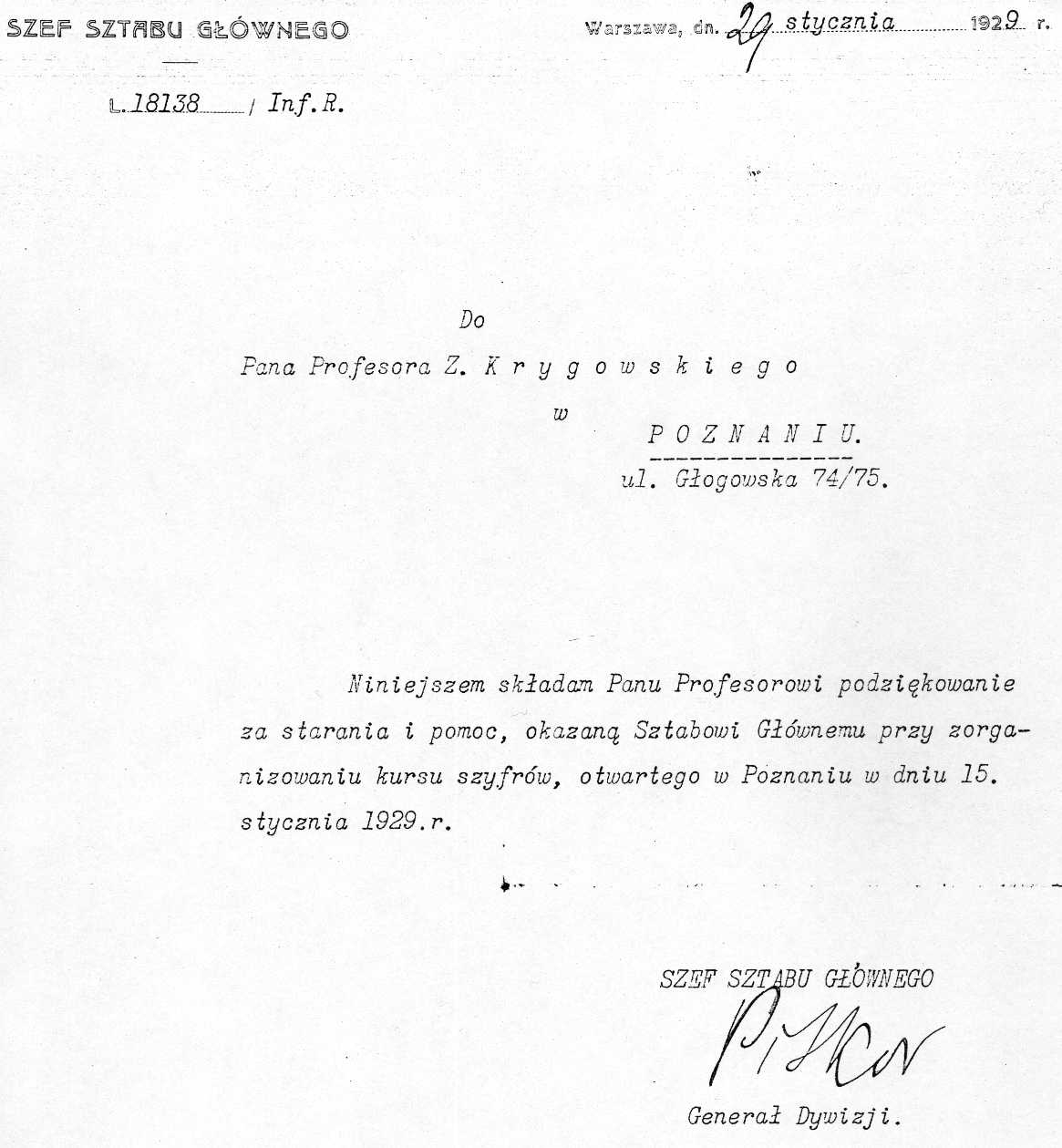
Fotokopia podziękowania z podpisem gen. Piskora ze Sztabu Głównego WP

- w latach 1920–1921 dziekan Wydziału Filozoficznego
- w latach 1919–1920 i 1934–1936 prorektor Uniwersytetu Poznańskiego.
- 29 stycznia 1929 otrzymał od gen. Tadeusza Piskora ze Sztabu Głównego Wojska Polskiego podziękowanie za pomoc przy zorganizowaniu tajnego kursu szyfrów wśród studentów trzeciego i czwartego roku. Wybrał spośród swoich studentów ostatnich dwu lat grupę liczącą ponad dwadzieścia osób. Program kursu obejmował dziedziny matematyki stojące u podstaw kryptoanalizy (m.in. kombinatorykę i rachunek prawdopodobieństwa) oraz stosowne działy analizy matematycznej. Specjalistyczne zajęcia i wykłady prowadzili, prócz prof. Krygowskiego, dojeżdżający w tym celu z Warszawy: mjr Franciszek Pokorny, kpt. Maksymilian Ciężki oraz inż. Antoni Palluth. Wraz z końcem 1929 r. podjęto systematyczne prace nad rozwiązaniem niemieckiego systemu Enigma. 1 września 1932 roku zlikwidowano poznańską ekspozyturę Biura Szyfrów, a trzech najzdolniejszych kryptologów przeniesiono do stolicy. Byli to Marian Rejewski, Henryk Zygalski i Jerzy Różycki, najzdolniejsi uczniowie prof. Krygowskiego.
- w 1938 przeniesiono go w stan spoczynku.

Do wybuchu wojny mieszkał w Poznaniu przy ul. Focha 54, II p. W czasie wojny, na skutek wysiedlenia przez okupanta w grudniu 1939 roku stracił cale swoje mienie, a w tym bezcenny księgozbiór około 3000 książek. Deportowany najpierw do baraków na ul. Głównej, potem do Radomska, a następnie przebywał w Krakowie. Tutaj też po wyzwoleniu objął wykłady w tworzącej się Politechnice Krakowskiej.
- 1946–1955 – powrócił na Uniwersytet Poznański jako zwyczajny profesor kontraktowy, wykładał tam do kwietnia 1955.

W latach 1946 i następnych współpracował z katedrą chemii fizjologicznej Uniwersytetu Poznańskiego publikując wspólnie z prof. Stefanem Dąbrowskim prace dotyczące dyfuzji ciał w cieczy.
Krygowski był prezesem Oddziału Lwowskiego Polskiego Towarzystwa Matematycznego i Oddziału Poznańskiego tegoż towarzystwa. W 1926 r. został prezesem towarzystwa.
Interesował się muzyką, szczególnie szopenistyką. Jako członek Société de Frédéric Chopin był w stałym kontakcie z prezesem „Commité d’Action” tegoż towarzystwa Édouardem Ganche, wydawcą dzieł Chopina.
Zdzisław Krygowski zmarł 10 sierpnia 1955 o godzinie 5:30 w Poznaniu. Pochowany 13 sierpnia 1955 na cmentarzu przy ul. Lutyckiej i Szczawnickiej.

## Ordery i odznaczenia
- Krzyż Komandorski Orderu Odrodzenia Polski (11 listopada 1936)[1]
- Krzyż Oficerski Orderu Odrodzenia Polski
- Krzyż Oficerski Orderu Legii Honorowej (27 kwietnia 1936)
- Order Palm Akademickich (Officier d’Academie)
- W dniu 19 października 2021 roku w Warszawie odbyła się uroczystość nadania imienia patrona Profesora Zdzisława Krygowskiego Eksperckiemu Centrum Szkolenia Cyberbezpieczeństwa w Warszawie. Eksperckie Centrum Szkolenia Cyberbezpieczeństwa w Warszawie
- W Poznaniu od kilku już lat istnieje Centrum Szyfrów ENIGMA warte odwiedzenia. Pokazuje historię złamania szyfrów Enigmy przez polskich matematyków: Mariana Rejewskiego, Henryka Zygalskiego i Jerzego Różyckiego, stundentów prof. Zdzisława Krygowskiego. Centrum Szyfrów ENIGMA w Poznaniu